# Amsterdam-Preis für Kunst
Der heutige Amsterdam-Preis für Kunst (niederländisch Amsterdamprijs voor de kunst, zunächst auch De Amsterdamprijs voor de kunsten) ist ein niederländischer Kunstpreis, der – nimmt man seine diversen Vorgängerpreise dazu – bereits seit 1946 verliehen wird. Heute wird der Preis für drei Künstler oder auch Organisationen verliehen, die eine unverkennbare Rolle in der Entwicklung der Kunst in der Stadt Amsterdam erfüllen. So sind beispielsweise Musiker, Theaterensembles, Werbedesigner unter den Preisträgern der letzten Jahre.
Der Preis wird ausgelobt durch den Amsterdamer Fonds für die Kunst (AFK; niederl.: Amsterdams Fonds voor de Kunst). In den Preis sind achtzehn ehemalige, unter anderen Namen bekannte, Preise aufgegangen. 
Die Jury besteht aus mindestens fünf durch den AFK ausgewählte Personen, die für höchstens zwei Jahre Mitglied sein können. Seit dem 2007 findet die Preisverleihung am Vorabend der neuen Kultursaison im August statt. Die Gewinner erhalten eine besondere Schale der Stadt Amsterdam sowie je 35.000 Euro überreicht.

## Preisträger
| Jahr | Stimulierungspreis (categorie Stimuleringsprijs)  | Beste Präsentation (Beste Prestatie)                              | Bewiesene Qualität (Bewezen Kwaliteit)                     |
| 2019 | Raquel van Haver                                  | Aboozar Amini                                                     | Ted Brandsen                                               |
| 2018 | The Black Archives                                | Jeffrey Babcock                                                   | Liesbeth Colthof                                           |
| 2017 | Well Made Productions                             | Appelsap                                                          | Fiona Tan                                                  |
| 2016 | Daria Bukvić                                      | Joris Laarman                                                     | Annejet van der Zijl                                       |
| 2015 | Splendor                                          | Renzo Martens                                                     | Ivo van Hove und Jan Versweyveld                           |
| 2014 | Designstudio Moniker                              | Jeffrey Meulman (Direktor des Niederländischen Theater Festivals) | Komponist Willem Jeths                                     |
| 2013 | Pianist, Komponist und Dirigent Reinbert de Leeuw | Institut für zeitgenössische Kunst de Appel arts centre           | Kreative Film Companie Habbekrats Amsterdam                |
| 2012 | Pianistin Daria van den Bercken                   | Boekentwurf Irma Boom                                             | Theatermacher Eric de Vroedt                               |
| 2011 | Jazzpodium Bimhuis                                | Theaterkollektiv mugmetdegoudentand                               | DUS Architects                                             |
| 2010 | Werbedesigner / Fotograf Erik Kessels             | Choreografin Krisztina de Châtel                                  | Grafikdesigner / Illustrator Parra                         |
| 2009 | Theatermacherin Adelheid Roosen                   | Dichter / Sänger F. Starik                                        | Designduo Mevis & Van Deursen                              |
| 2008 | Architektin Marlies Rohmer                        | Hip-Hop-Duo Pete Philly & Perquisite                              | Videoporträt Julika Rudelius                               |
| 2007 | Bildende Kunst OT301 Crossover                    | Musik Claron McFadden, Sopranistin                                | Mode Aziz                                                  |
| 2006 | (nicht verliehen)                                 |                                                                   |                                                            |
| 2005 | Podiumkunst Guy Cassiers, Regie des Proust-Zyklus | Bildende Kunst / Formgebung Claudy Jongstra Filz                  | Musik Joël Bons für deine leitende Rolle im Atlas Ensemble |
| 2004 | (nicht verliehen)                                 |                                                                   |                                                            |
| 2003 | Literatur Hafid Bouazza für sein Gesamtwerk       | Künstlerinitiativen W139                                          | Architektur MVRDV (Maas, Van Rijn und De Vries)            |

## Liste der Preise, die in den Amsterdam-Preis aufgegangen sind
- Herman Gorterprijs für Poesie (1972–2002), davor Poëzieprijs van de gemeente Amsterdam (1945 bis 1971)
- Multatuliprijs  für Prosa (1972–2002), davor Prozaprijs van de gemeente Amsterdam (1946 bis 1971)
- Busken Huetprijs  für Essay / Biografie (1972–2002), davor Essayprijs van de gemeente Amsterdam (1947 bis 1971)
- Matthijs Vermeulenprijs für Musik
- Albert van Dalsumprijs für Theater
- Sonia Gaskellprijs für Choreografie
- Jan Nelissenprijs für Puppenspiel
- Mimografieprijs für Mimografie
- L.J. Jordaanprijs für Film / Video
- Sandbergprijs für bildende Kunst
- Merkelbachprijs für ein Bauwerk in Amsterdam
- Wibautprijs für ein Städtebauprojekt in Amsterdam
- Mart Stamprijs für Innenarchitektur in Amsterdam
- H.N. Werkmanprijs für grafischen Entwurf
- Kho Liang le-prijs für industriellen Entwurf
- Emmy van Leersumprijs für Glaskunst, Mode, Schmuck, Textilentwurf, Theaterkulissen,…
- Prof. Pi-prijs für Illustration
- Maria Austriaprijs für Fotografie